# Zdeněk Václav Tobolka

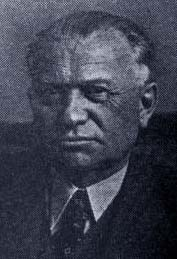
Zdeněk Václav Tobolka

Zdeněk Václav Tobolka (* 20. Juni 1874 in Poděbrady; † 5. November 1951 in Prag) war ein tschechischer Historiker und Politiker, der einen großen Einfluss auf die Geschichte der tschechischen Bibliographie ausübte.

## Leben
Nach dem Studium der tschechischen Geschichte im 19. Jahrhundert wurde er unter anderem stark beeinflusst von Jaroslav Goll und Tomáš Garrigue Masaryk, mit dem er die Partei Česká strana lidová (realistická) gründete. Seit 1906 nahm er aktiv am politischen Leben teil. Er wurde Mitglied der politischen Vereinigung Jungtschechen (Mladočeši – Strana národně svobodomyslná, später Strana národně demokratická). Seit 1911 war Tobolka Abgeordneter dieser Partei im Reichsrat. Vor dem Ausbruch des Ersten Weltkrieges ernannte man ihn zum stellvertretenden Vorsitzenden des Böhmischen Bundes. Während des Ersten Weltkrieges gehörte er zu führenden Persönlichkeiten dieses Bundes im Wiener Reichsrat. Nach der Gründung der Tschechoslowakei ernannte man ihn zum Direktor der Bibliothek der Nationalversammlung. Diese Funktion übte er bis zu seiner Pensionierung 1939 aus. 1920 wurde er dann zum externen Direktor der neu gegründeten staatlichen Bibliothekarschule berufen, 1927 zum ersten Dozenten für Bibliothekswesen an der Karls-Universität Prag, an der er bis 1939 3376 Absolventen ausbildete. Seit 1920 gehörte er als Mitglied der Tschechoslowakischen Sozialdemokratischen Arbeiterpartei (Československá sociálně demokratická strana dělnická) an. 1926 organisierte er den Internationalen Bibliothekarkongress in Prag mit. Neun Jahre lang war er Vorsitzender des Vereins tschechoslowakischer Bibliothekare und ihrer Freunde. 1930 gründete er die Tschechoslowakische Bibliothekarische Vereinigung (Československá knihovědná společnost). Auf seine Initiative wurde zum 150. Jahrestag der Geburt von Josef Jungmann die Kommission für Buchverzeichnisse tschechoslowakischer Druckerzeugnisse bis Ende des 18. Jahrhunderts gegründet. Von 1931 bis 1934 redigierte er die Zeitschrift Slawische Buchwissenschaft (Slovanská knihověda).

## Werke
Wissenschaftlich war er in den Bereichen Geschichte, Bibliographie und Bücherwesen tätig. Von 1897 bis 1918 war er als Bibliothekar an der Kaiserlich-Königlichen öffentlichen und Universitätsbibliothek, heute Tschechische Nationalbibliothek. 1900 publizierte er die erste tschechische Fachzeitschrift für das Bibliothekarwesen České knihovnictví, die jedoch nur ein Jahr lang erschien, ein zweites Periodikum erschien seit 1920 mit dem Mitherausgeber Josef Wolf Bücher und Leser (Knihy a čtenáři). Zwischen 1932 und 1937 gab er ein fünfbändiges Werk über die politische Geschichte der tschechoslowakischen Nation seit 1848 heraus. Er war auch Autor der Retrospektive der tschechischen Bibliographie Knihopis.
- O volbě a korunování Jiřího z Poděbrad. Prag 1896
- František Palacký jako politik a historik. Praha 1898
- Knihopis československých tisků od doby nejstarší až do konce 18. století. Díl 1, Prvotisky (do r. 1500). Prag 1925
- Knihopis československých tisků od doby nejstarší až do konce 18. století. Díl 2, tisky z let 1501–1800. Prag 1936–1950.
- Dějiny československého tisku v době nejstarší. Prag 1930
- Kniha, její vznik, vývoj a rozbor. Prag 1950
- Národní a univerzitní knihovna v Praze, její vznik a vývoj. Prag 1959